# Jane Scott (journaliste)
Pour la femme politique britannique, voir Jane Scott.
Pour les articles homonymes, voir Scott.
Jane Scott, née le 3 mai 1919 et morte le 4 juillet 2011, est une critique de rock américaine. Au cours de sa carrière, elle a couvert tous les grands concerts dans sa ville de Cleveland pour le quotidien The Plain Dealer. Elle a été la première grande critique féminine de rock, puis la plus âgée dans un domaine majoritairement dominé par les hommes. Jusqu'à sa retraite du journal en avril 2002, elle était connue comme « la plus ancienne critique rock du monde ».

## Biographie
Jane Scott naît à l'hôpital Mount Sinai à Cleveland dans l'Ohio le 3 mai 1919. Elle effectue ses études secondaires dans un lycée de Lakewood puis obtient en 1941 à l'université du Michigan un Bachelor en Arts avec une spécialisation en anglais, discours et théâtre. 
Elle fait sa première expérience de journalisme dans le journal de son université, le Michigan Daily. En 1942, le Cleveland Press la recrute comme secrétaire dans son service de publicité. Plus tard cette année-là, elle s'enrôle dans la branche féminine de la marine, les WAVES (Women Accepted for Volunteer Emergency Service) où elle atteint le grade de lieutenant. Après qu'elle a quitté la marine, elle suit une formation en dactylographie et sténographie au Wilcox College of Communication à Cleveland. À cette époque, elle travaille en parallèle pour un journal de banlieue, le Chagrin Valley Herald, en tant que rédactrice en chef pour les sujets féminins. Cette expérience lui permet de devenir reporter free-lance pour The Plain Dealer, rendant compte des événements dans des banlieues de Cleveland. Recrutée par le journal le 24 mars 1952, elle couvre les mariages de la haute société, les bals des Débutantes, etc. En 1954 elle crée sa propre chronique, Senior Class, destinée aux personnes âgées ; elle la tienda pendant près de vingt ans.
En 1958, elle hérite la rubrique Boy & Girl, une pleine page chaque samedi destinée aux enfants de sept et huit ans. Cette rubrique, rebaptisée Young Ohio puis Teen Time, constitue le creuset de la couverture du rock par le quotidien.  
Jane Scott couvre la première représentation des Beatles à Cleveland au Public Hall le 15 septembre 1964 et se rend en Angleterre en 1966 pour suivre leur tournée. Elle interviewe le groupe avant leur spectacle du 14 août 1966 au stade de Cleveland. 
« Une fois que j'ai découvert le rock, je ne me suis jamais intéressée à autre chose », se souvient-elle. À l'époque, The Plain Dealer est le seul grand journal américain à salarier un critique musical à plein temps : Jane Scott y tire sa réputation de « premier critique de rock au monde ».
Elle apprécie toutes les formes de rock et se lie d'amitié avec de nombreux musiciens. Lou Reed déclare qu'elle était l'une des seules personnes à le traiter avec respect dans ses premières années en tant qu'interprète; Lyle Lovett l'a qualifie de « véritable amie » ; elle-même raconte souvent avoir accompagné Jimi Hendrix pour acheter une Corvette bleue.
En 1987, The Plain Dealer tente de la remplacer mais le tollé du public et des articles parus dans People Magazine, MTV News et The Wall Street Journal conduisent les rédacteurs en chef à renoncer. 
La journaliste est intronisée en 1991 au Hall of Fame du Cleveland Press Club. Elle prend sa retraite en avril 2002 après 50 ans chez The Plain Dealer. Elle estime avoir assisté à plus de 10 000 concerts et événements musicaux au cours de sa carrière.
Elle n'a pas eu d'enfant et ne s'est jamais mariée. Elle meurt le 4 juillet 2011 des complications de la maladie d'Alzheimer.

## Lectures complémentaires
- "Like Rock and Roll, Jane Scott Is Here To Stay", The Plain Dealer, January 24, 1997
- "Happy Birthday Jane!", Michael Sangiacomo, The Plain Dealer, April 30, 1999
- Michael Norman, « Jane Scott turns 80: An interview with a Cleveland rock legend », The Plain Dealer,‎ 30 avril 1999 (lire en ligne, consulté le 4 juillet 2011)
- « Jane Scott witness to rock history: Stars sing praises of Plain Dealer rock writer on eve of 80th birthday », The Plain Dealer,‎ 30 avril 1999 (lire en ligne, consulté le 4 juillet 2011)
- Jane Scott, « Jane Scott, witness to rock history: From the Beatles to hip hop -- A personal farewell », The Plain Dealer,‎ 12 avril 2002 (lire en ligne, consulté le 4 juillet 2011)
- Adams, Deanna R. (2002) Rock 'N' Roll and the Cleveland Connection.  Cleveland OH: Kent State University Press, Publishers,  (ISBN 978-0-87338-691-3)
- Olszewski, Mike (2003) Radio Daze. Cleveland OH: Kent State University Press, Publishers,  (ISBN 978-0-87338-773-6)
- Wolff, Carlo (2006). Cleveland Rock and Roll Memories. Cleveland, OH: Gray & Company, Publishers.  (ISBN 978-1-886228-99-3)
- Schwensen, Dave (2007) The Beatles In Cleveland.  Cleveland OH: North Shore Publishing, Publishers  (ISBN 978-0-9791030-0-1)
- Gorman, John (2008) The Buzzard-Inside the glory days of WMMS.  Cleveland OH: Gray & Company Publishers   (ISBN 978-1-59851-051-5)
- « Happy birthday Jane! Beloved Plain Dealer rock critic Jane Scott celebrates her 90th », The Plain Dealer,‎ 2 mai 2009 (lire en ligne, consulté le 12 mai 2009)
- John Soeder, « Jane Scott, legendary Plain Dealer rock writer, dies at age 92 », The Plain Dealer],‎ 4 juillet 2011 (lire en ligne, consulté le 4 juillet 2011)